# Wiedźmin
Wiedźmin (znan tudi kot Mieszko) je dolgopecljati brest (Ulmus laevis), eden največjih brestov v Evropi. Raste v Komorówu, Lubuško vojvodstvo, Poljska.
Ta brest ima kratko, široko deblo z veliko luknjo v bližini podnožja. Njegov obseg, izmerjen na višini 1,3 m, je bil 930 cm (leta 2011). Višina drevesa je bila 19 m. Prej je bil Wiedźmin precej višji (približno 35,5 m). Del krone se je leta 2004 podrl med divjanjem hude nevihte. Starost drevesa je po dendrokronoloških metodah več kot 460 let (v letu 2016).
Wiedźmin je uradno od leta 1971 zaščiten kot naravni spomenik. Za zaščito je bila postavljena okoli drevesa tudi ograja.
Ime drevesa wiedźmin izvira iz istoimenske fantazijske serije pisatelja Andrzeja Sapkowskega in je moška oblika wiedźma ('čarovnica'). Ime so izbrali na lokalni anketi.
Drugo ime drevesa, Mieszko, je pogosto med lokalnimi gozdarji. Nanaša se na Mješka I., enega prvih vladarjev Poljske.